# Tamilskie Tygrysy

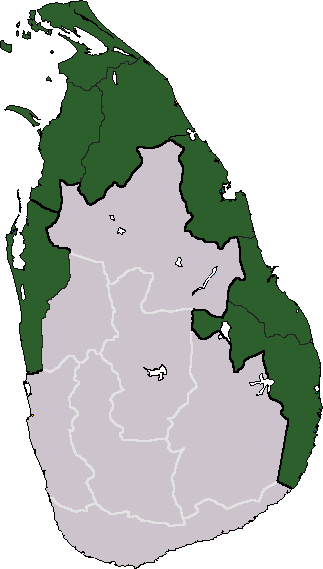
Rejon zamieszkany przez Tamilów

Tamilskie Tygrysy (Tygrysy Wyzwolenia Tamilskiego Ilamu, LTTE, tamil. தமிழீழ விடுதலைப் புலிகள், syng. දෙමළ ඊළාම් විමුක්ති කොටි) − organizacja tamilska żądająca utworzenia w północnej części Sri Lanki niepodległego państwa tamilskiego Ilamu. Powstała w 1976 roku i prowadziła działalność do końca wojny domowej na Sri Lance w 2009 roku. Jej przywódcą był Velupillai Prabhakaran.

## Historia i działalność
Po uzyskaniu niepodległości przez Cejlon w 1948 syngaleska większość, dominująca w rządzie, stopniowo ograniczała prawa i dyskryminowała mniejszość tamilską np. w 1956 uchwalono ustawę ustanawiającą język syngaleski jedynym językiem urzędowym Sri Lanki (tzw. Sinhala Only Act). Wskutek napięć między obiema grupami etnicznymi dochodziło wielokrotnie do krwawych pogromów Tamilów inspirowanych przez władze. Do największych masakr doszło w 1956, 1958, 1961, 1974, 1977 i w 1983. 31 maja 1981 podpalono bibliotekę w Dżafnie przechowującą bezcenne zbiory kultury Tamilów. W 1983 miały miejsce wydarzenia zwane „Czarnym Lipcem” podczas których w stolicy Sri Lanki – Kolombo syngaleskie tłumy kierowane przez urzędników, polityków, żołnierzy, policjantów i mnichów buddyjskich zamordowały 1–3 tys. Tamilów.
Organizacja Tamilskich Tygrysów podjęła próbę realizacji postulatów niepodległościowych w drodze przemocy i mimo znacznej przewagi wojsk rządowych przejęła kontrolę nad częścią terytorium objętego roszczeniami. W 1987 w wojnie domowej doszło do interwencji zbrojnej wojsk Indii, które wycofały się w 1990. W 1992 i 1993 walki między partyzantami tamilskimi a armią rządową nasiliły się. W konflikcie zginęło już ok. 64 tys. osób. W maju 1993 w zamachu bombowym zginął prezydent Sri Lanki Ranasinghe Premadasa.
Dokładna siła organizacji nie była znana. Szacuje się, że Tamilskie Tygrysy liczyły około 8–15 tys. dobrze uzbrojonych bojowników. Kontrolowały północne i wschodnie wybrzeża Sri Lanki, a swoje akcje przeprowadzały na całej wyspie. Organizacja miała rozległe kontakty na całym świecie. Uzyskiwała fundusze od dużej tamilskiej diaspory w Ameryce Północnej, Azji i Europie. Od połowy lat 80. służby bezpieczeństwa państw europejskich otrzymywały sygnały, że mieszkający na ich terenie Tamilowie zamieszani są w przemyt narkotyków. Pod koniec lat 80., po masowych aresztowaniach mężczyzn przez wojska rządowe, tamilscy partyzanci zaczęli wysyłać na front także dziewczęta – początkowo jako sanitariuszki lub pracownice biurowe, potem jako uzbrojone bojowniczki. Pod koniec wojny domowej stanowiły one połowę Tamilskich Tygrysów. Były zgrupowane w dwóch pułkach piechoty, pułku przeciwlotniczym, medycznym, mechanicznym, politycznym i Czarnych Tygrysów – samobójców.
Organizacja wykorzystywała również dzieci do prowadzenia walki zbrojnej, często zmuszając je do tego przy użyciu siły. 17 maja 2009 Tamilskie Tygrysy, pobite i zdziesiątkowane w wyniku ofensywy armii rządowej, ogłosiły złożenie broni.

## Struktura

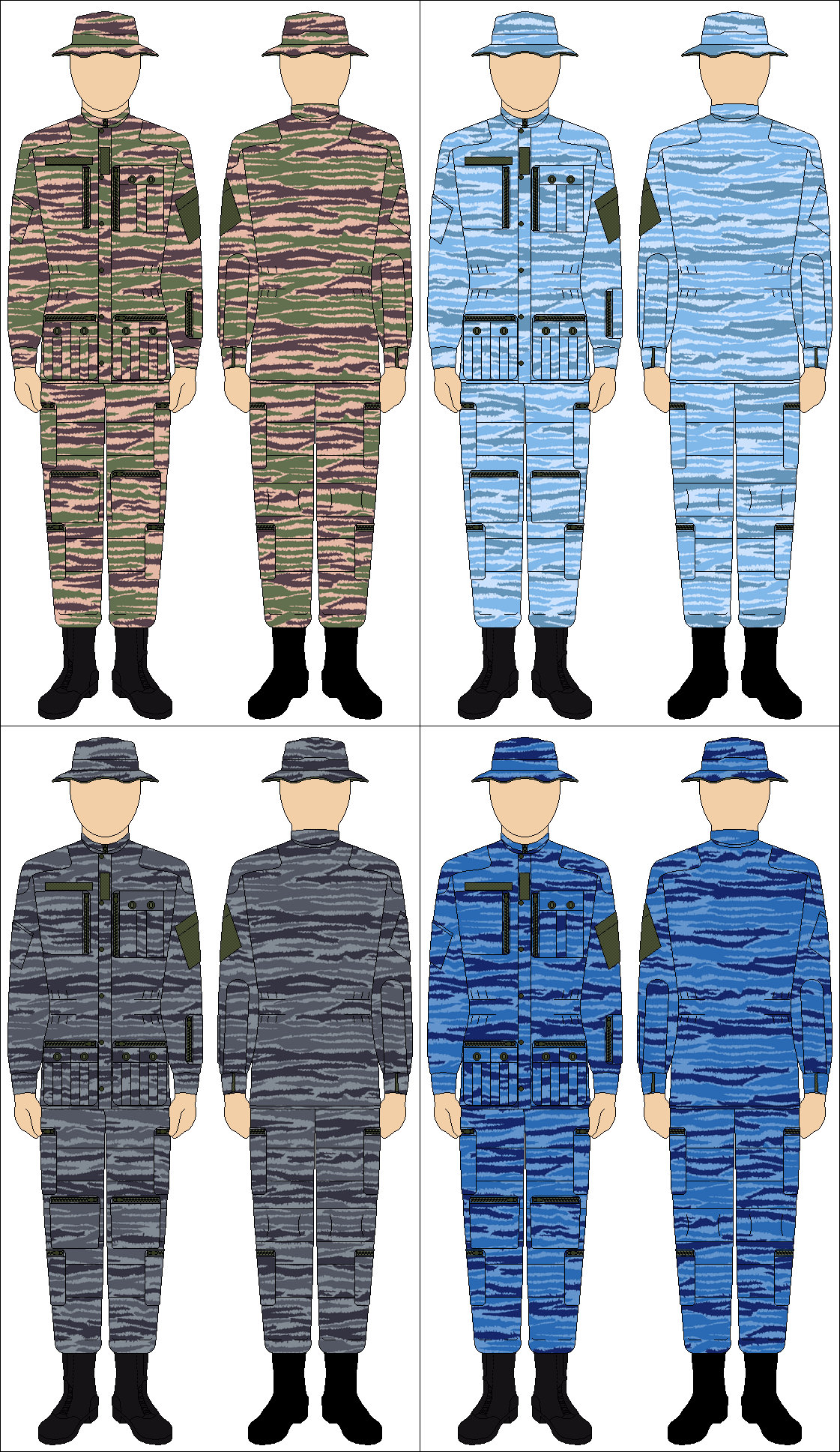
umundurowanie poszczególnych rodzajów sił

Struktura organizacyjna LTTE składała się z wojsk lądowych oraz trzech innych rodzajów sił zbrojnych:
- Morskie Tygrysy – marynarka wojenna
- Powietrzne Tygrysy – lotnictwo
- Czarne Tygrysy – zamachowcy samobójcy

## Bilans działalności
Szacuje się, że organizacja w czasie wojny domowej przeprowadziła około 200 ataków terrorystycznych na cele cywilne, w których zginęło pomiędzy 3700 a 4100 osób.
| Lp. | Wydarzenie                                               | Data                                             | Miejsce                                                        | Ofiary śmiertelne | Źródła        |
| --- | -------------------------------------------------------- | ------------------------------------------------ | -------------------------------------------------------------- | ----------------- | ------------- |
| 1.  | Masakra na farmach Kent i Dollar                         | 30 listopada 1984(dts)                           | Dystrykt Mullajttiwu                                           | 62                | [ 22 ]        |
| 2.  | Masakra w Kokkilai                                       | 1 grudnia 1984(dts)                              | Kokkilai, Dystrykt Mullajttiwu                                 | 11                | [ 23 ]        |
| 3.  | Masakra w Anuradhapurze                                  | 14 maja 1985(dts)                                | Anuradhapura                                                   | 146               | [ 24 ]        |
| 4.  | Katastrofa lotu Air Lanka 512                            | 3 maja 1986(dts)                                 | Port lotniczy Kolombo                                          | 21                | [ 25 ] [ 26 ] |
| 5.  | Masakra Kanthan Karunai                                  | 30 marca 1987(dts)                               | Dżafna                                                         | 63                | [ 27 ]        |
| 6.  | Atak na autobus w Aluth Oya                              | 17 kwietnia 1987(dts)                            | Aluth Oya, Prowincja Północno-Środkowa                         | 127               | [ 28 ]        |
| 7.  | Atak na dworzec autobusowy w Kolombo                     | 21 kwietnia 1987(dts)                            | Kolombo                                                        | 113               | [ 29 ]        |
| 8.  | Masakra mnichów w Aranthalawie                           | 2 lipca 1987(dts)                                | Aranthalawa, Dystrykt Ampara                                   | 35                | [ 30 ] [ 31 ] |
| 9.  | Pogrom Syngalezów w Prowincji Wschodniej                 | 29 września 1987(dts) – 8 października 1987(dts) | Prowincja Wschodnia                                            | 200+              | [ 32 ]        |
| 10. | Masakra w Mahakongaskada                                 | 10 października 1988(dts)                        | Mahakongaskada, niedaleko Medawachchiya, Dystrykt Anuradhapura | 44                | [ 33 ]        |
| 11. | Masakra policjantów na Sri Lance w 1990                  | 11 czerwca 1990(dts)                             | Prowincja Wschodnia                                            | 600–774           | [ 34 ]        |
| 12. | Masakra w Kurukkalmadam                                  | 13 lipca 1990(dts)                               | Kurukkalmadam, Prowincja Wschodnia                             | 68–168            | [ 35 ] [ 36 ] |
| 13. | Masakra w meczecie w Kattankudach                        | 3 sierpnia 1990(dts)                             | Kattankudy                                                     | 147               | [ 37 ] [ 38 ] |
| 14. | Masakra w Eravurze                                       | 11 listopada 1990(dts)–12 listopada 1990(dts)    | Eravur                                                         | 116–173           | [ 39 ] [ 40 ] |
| 15. | Masakra w Bogamuyaya                                     | 23 stycznia 1991(dts)                            | Bogamuyaya, Dystrykt Ampara                                    | 29                | [ 41 ]        |
| 16. | Zabójstwo Ranjana Wijeratne                              | 2 marca 1991(dts)                                | droga Havelock, Kolombo                                        | 19                | [ 42 ] [ 43 ] |
| 17. | Zabójstwo Rajiva Gandhiego                               | 21 maja 1991(dts)                                | Sriperumbudur, Dystrykt Kanchipuram, Indie                     | 15                | [ 44 ] [ 45 ] |
| 18. | Zamach bombowy na Połączone Dowództwo Operacyjne         | 11 czerwca 1991(dts)                             | Kolombo                                                        | 60                | [ 46 ]        |
| 19. | Masakra w Palliyagodelli                                 | 15 października 1991(dts)                        | Palliyagodella, Dystrykt Polonnaruwa                           | 109               | [ 47 ]        |
| 20. | Masakra w Alanchipothanie                                | 29 kwietnia 1992(dts)                            | Alanchipothana, Dystrykt Polonnaruwa                           | 69                | [ 48 ]        |
| 21. | Zabójstwo Ranasinghe Premadasa                           | 1 maja 1993(dts)                                 | Kolombo                                                        | 11                | [ 9 ] [ 49 ]  |
| 22. | Zabójstwo Gaminiego Dissanayake i Ossiego Abeygunasekery | 24 października 1994(dts)                        | Kolombo                                                        | 52                | [ 50 ] [ 51 ] |
| 23. | Masakra w Kallarawie                                     | 25 maja 1995(dts)                                | Kallarawa, Dystrykt Trikunamalaja                              | 42                | [ 52 ]        |
| 24. | Ataki w Prowincji Wschodniej w 1995r                     | 16 października 1995(dts)                        | Prowincja Wschodnia                                            | 120               | [ 53 ]        |
| 25. | Zamach bombowy na Bank Centralny Sri Lanki               | 31 stycznia 1996(dts)                            | Kolombo                                                        | 91                | [ 54 ] [ 55 ] |
| 26. | Bitwa o Mullajttiwu                                      | 18 lipca 1996(dts)                               | Dystrykt Mullajttiwu                                           | 207               | [ 56 ]        |
| 27. | Atak na pociąg w Dehiwali                                | 24 lipca 1996(dts)                               | Dehiwala – dzielnica Kolombo                                   | 64                | [ 57 ]        |
| 28. | Masakra w Erakkandy                                      | 2 lipca 1997(dts)                                | Erakkandy, Dystrykt Trikunamalaja                              | 34                | [ 58 ]        |
| 29. | Zamach bombowy na World Trade Center w Kolombo           | 15 października 1997(dts)                        | Kolombo                                                        | 15                | [ 59 ]        |
| 30. | Atak na Świątynię Zęba Buddy                             | 25 stycznia 1998(dts)                            | Kandy                                                          | 17                | [ 60 ] [ 61 ] |
| 31. | Katastrofa lotu Lionair 602                              | 28 września 1998(dts)                            | wybrzeże Dystryktu Mannar, niedaleko Dżafny                    | 55                | [ 62 ]        |
| 32. | Masakra w Gonagali                                       | 18 września 1999(dts)                            | Gonagala, Dystrykt Ampara                                      | 54                | [ 63 ] [ 64 ] |
| 33. | Zabójstwo Clementa Gunaratne                             | 8 czerwca 2000(dts)                              | Ratmalana, Dystrykt Kolombo                                    | 22                | [ 65 ] [ 66 ] |
| 34. | Masakra w Gomarankadawali                                | 23 kwietnia 2006(dts)                            | Gomarankadawala, Dystrykt Trikunamalaja                        | 6                 | [ 67 ]        |
| 35. | Wybuch miny w Kebithigollewa                             | 15 czerwca 2006(dts)                             | Kebithigollewa, niedaleko Anuradhapury                         | 66                | [ 68 ] [ 69 ] |
| 36. | Zamach w Digampathaha                                    | 16 października 2006(dts)                        | Digampathaha, niedaleko Dambuli                                | 92–112            | [ 70 ]        |
| 37. | Ataki na autobusy w 2007                                 | 6 stycznia 2007(dts)                             | Hikkaduwa, Dystrykt Galle                                      | 15                | [ 71 ]        |
| 38. | Atak na autobus w Buttali                                | 16 stycznia 2008(dts)                            | Buttala, Dystrykt Monaragala                                   | 28                | [ 72 ]        |
| 39. | Zamach bombowy na stację kolejową Fort railway           | 3 lutego 2008(dts)                               | stacja kolejowa Fort railway, Kolombo                          | 11                | [ 73 ]        |
| 40. | Atak na autobus w Piliyandali                            | 25 kwietnia 2008(dts)                            | Piliyandala – dzielnica Kolombo                                | 26                | [ 74 ]        |
| 41. | Atak na autobus w Moratuwie                              | 6 czerwca 2008(dts)                              | Moratuwa                                                       | 22                | [ 75 ]        |
| 42. | Zamach samobójczy w Kolombo w 2009                       | 20 lutego 2009(dts)                              | Port lotniczy Kolombo                                          | 2                 | [ 76 ]        |
| 43. | Atak na meczet w Akuressie                               | 10 marca 2009(dts)                               | Dystrykt Matara                                                | 14                | [ 77 ] [ 78 ] |

## Jako organizacja terrorystyczna
Tamilskie Tygrysy zostały uznane przez USA w 1997 oraz UE w 2006 i Wielką Brytanię w 2001, jak również rządy Indii oraz Kanady za organizację terrorystyczną.

## Galeria

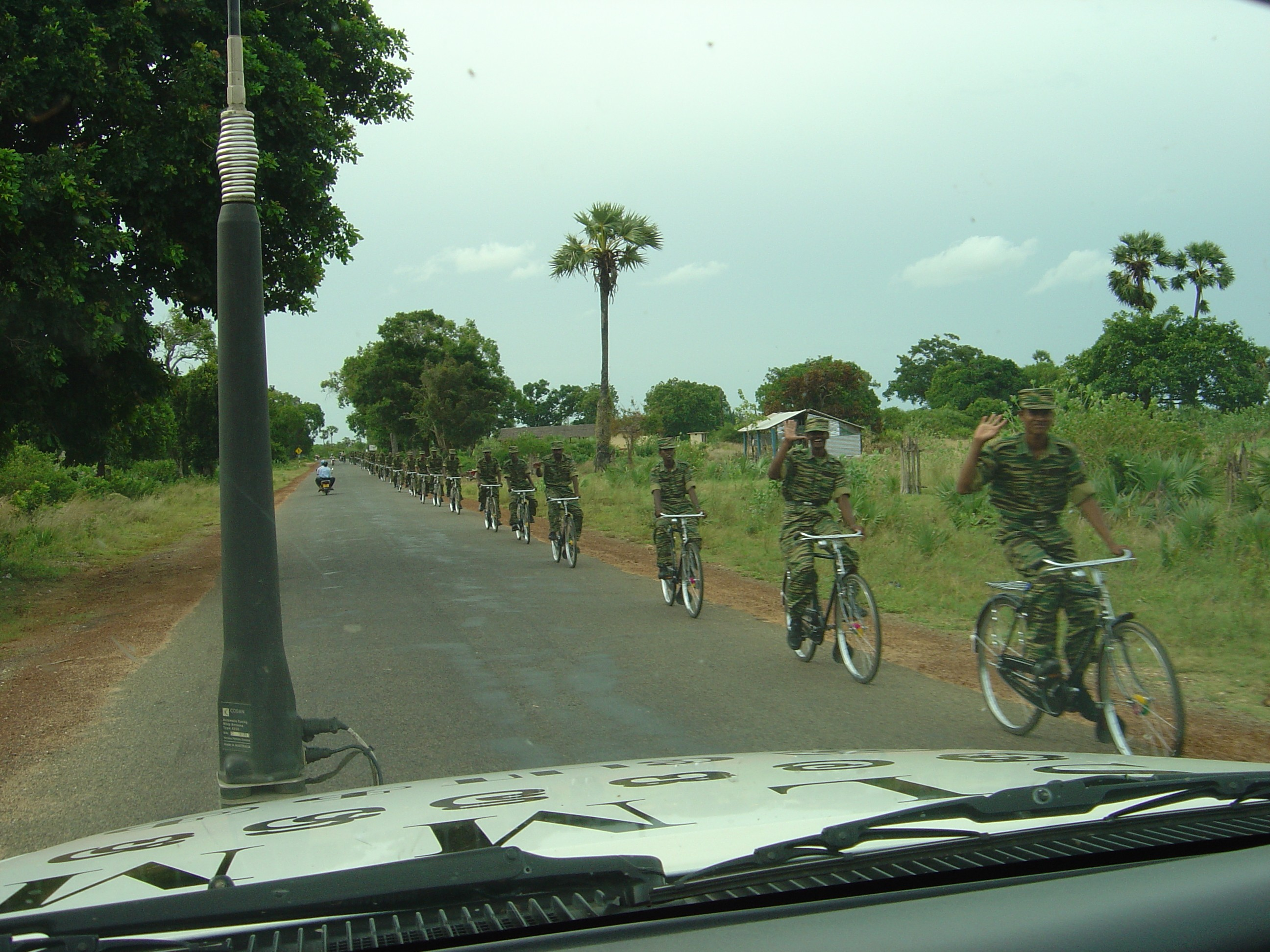
Pluton cyklistów Tamilskich Tygrysów
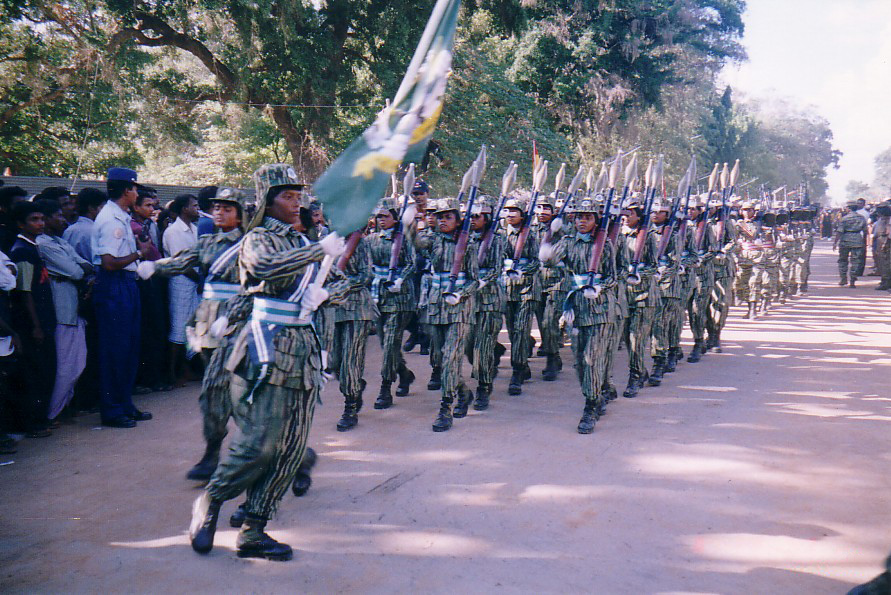
Defilada oddziału sekcji żeńskiej Tamilskich Tygrysów
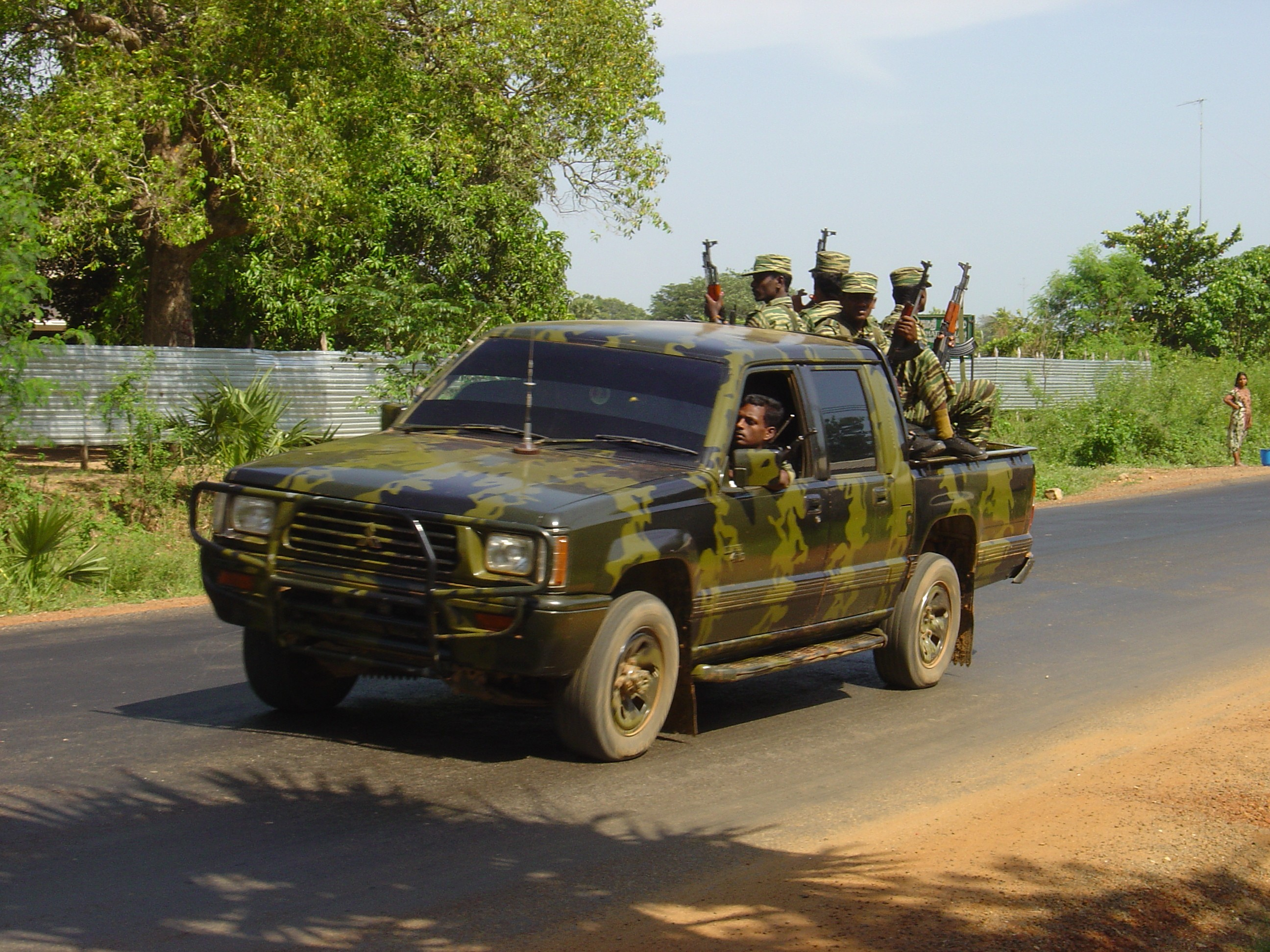
Patrol Tamilskich Tygrysów w Killinochi
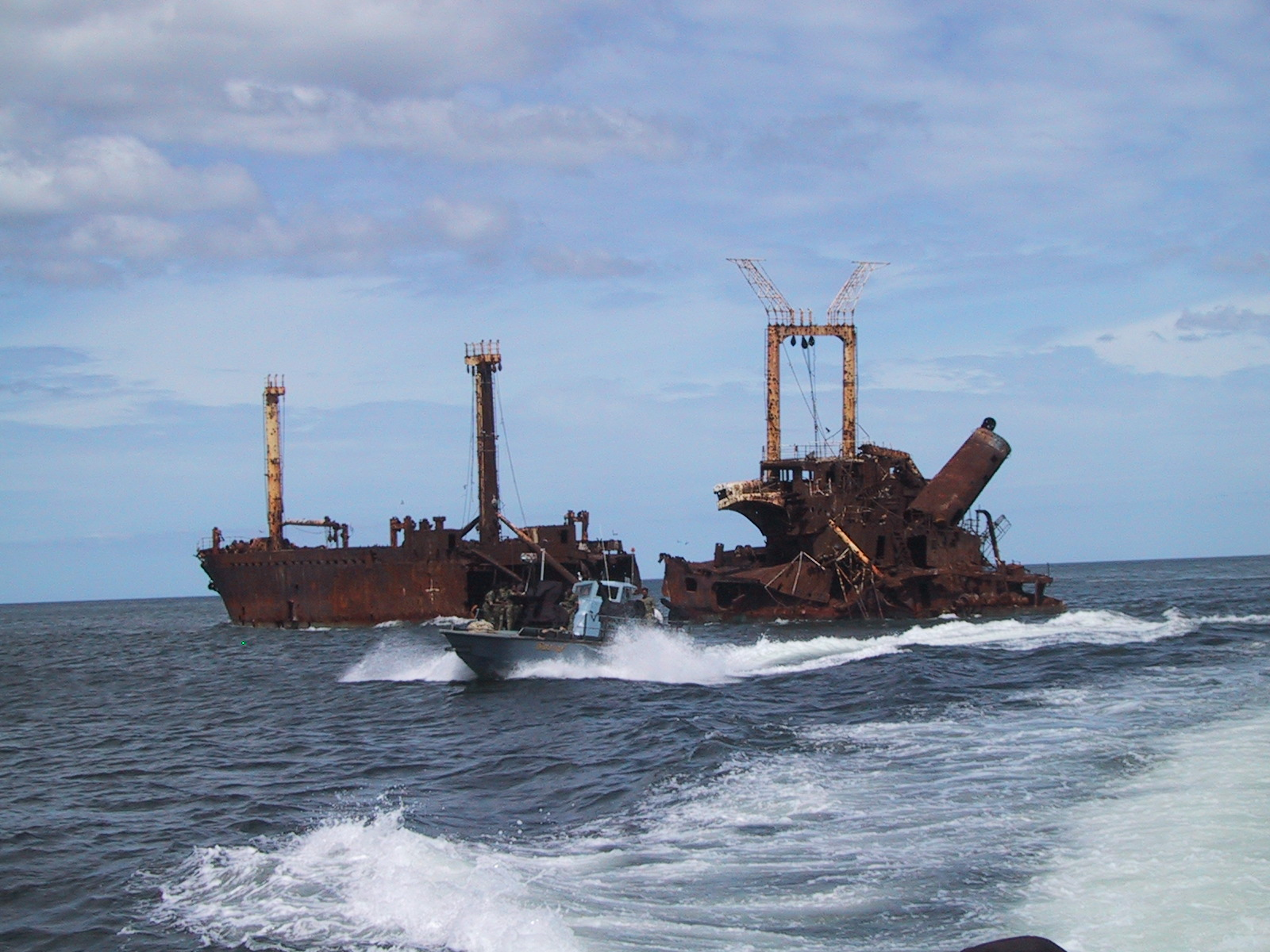
Łódź motorowa Morskich Tygrysów przepływająca obok zatopionego kontenerowca